# Appaloosa (film)
Appaloosa è un film del 2008 diretto da Ed Harris.
Il film è un western basato sull'omonimo romanzo di Robert B. Parker e sceneggiato dallo stesso regista Ed Harris in collaborazione con Robert Knott; il cast comprende oltre lo stesso Harris, Viggo Mortensen, Renée Zellweger e Jeremy Irons.
Presentato in Italia al Festival di Roma 2008 nella sezione proiezioni speciali, il film è stato presentato in anteprima mondiale al Festival di Toronto.

## Trama
New Mexico, 1882. Nella piccola cittadina di Appaloosa, Randall Bragg, dopo aver impunemente ucciso lo sceriffo e i suoi due vice, ha instaurato un clima di terrore e di sottomissione che i cittadini non tollerano più. Così vengono ingaggiati gli specialisti Virgil Cole ed Everett Hitch, per ricoprire rispettivamente le cariche di sceriffo e vice-sceriffo, instaurando leggi inflessibili che impediscono l'uso della violenza nella loro giurisdizione. L'arrivo in città di Allie French, una giovane vedova, sconvolge le abitudini dell'inflessibile Cole che, immediatamente, se ne innamora e decide di sposarla.
Un ragazzo alle dipendenze di Bragg decide di denunciare il triplice omicidio che lo stesso aveva perpetrato di fronte ai suoi occhi. Al processo Bragg è condannato, ma, nel viaggio in treno per trasportarlo nel capoluogo di contea per l'esecuzione, i fratelli Ring e Mackie Shelton lo fanno evadere e scappano portando con loro come ostaggio anche Allie. Cole e Hitch si mettono cautamente all'inseguimento dei malviventi fin quando, approfittando di un attacco da parte degli indiani, riescono a ribaltare a loro favore la situazione. Di ritorno verso Appaloosa, fermatisi in una piccola cittadina, affidano i loro prigionieri allo sceriffo del luogo, ignari che questi è il cugino degli Shelton. Liberati ed armati, i fuorilegge danno vita ad una terribile sparatoria nella quale entrambi i fratelli rimangono uccisi, Cole ed Hitch sono feriti, mentre Bragg riesce a fuggire.
Tempo dopo, graziato dal Presidente degli Stati Uniti, Bragg si ripresenta ad Appaloosa, apparentemente cambiato. Non ha più il suo ranch ma ora ha acquistato l'hotel del paese e sembra voler rigare dritto. Né Virgil né Everett gli credono, e ne seguono le mosse. Quando Everett scopre che l'ex condannato a morte ha una storia con Allie, per altro non nuova a scappatelle, senza dir niente di questo all'amico, decide di sfidare a duello Bragg. Una volta ucciso Bragg, proprio di fronte a Virgil, Everett lascia Appaloosa, avendo fatto tutto quanto in suo potere perché lì vi regnasse la giustizia e perché il suo amico potesse vivere felice la sua storia d'amore.

## Produzione
Seconda opera registica di Ed Harris, dopo il film biografico del 2000 Pollock. Basandosi sull'omonimo romanzo di Robert B. Parker, Harris ha voluto realizzare un film in vecchio stile western, ispirandosi ai classici Quel treno per Yuma, Sfida infernale e L'uomo che uccise Liberty Valance.
Con un budget di 20 milioni di dollari, le riprese del film sono iniziate il 1º ottobre 2007 e terminate il 24 novembre dello stesso anno, e hanno avuto luogo a Santa Fe nel Nuovo Messico e ad Austin in Texas.
Per la scelta del cast, Harris volle fin dall'inizio Viggo Mortensen, con il quale aveva già lavorato in A History of Violence di David Cronenberg; per il ruolo di Allison "Allie" French inizialmente si era fatto il nome di Diane Lane ma in seguito la parte è stata affidata a Renée Zellweger. Nel breve ruolo del giudice Callison, appare Bob Harris, padre di Ed Harris.
Il film di Harris è improntato sulla stessa linea narrativa del western del 1959 Ultima notte a Warlock di Edward Dmytryk. Esiste un film western del 1966, il cui titolo originale è The Appaloosa diretto da Sidney J. Furie e con Marlon Brando, distribuito in Italia con il titolo A sud-ovest di Sonora: questo film non ha nessun riscontro con il film di Ed Harris.
La colonna sonora del film è firmata da Jeff Beal e comprende Scare Easy, brano del 2008 degli Mudcrutch, accreditato a Tom Petty nei titoli di coda del film. Il brano You'll never leave my heart è cantato dall'attore/regista Ed Harris.

## Distribuzione
Il film è stato distribuito nelle sale italiane il 16 gennaio 2009.